# أوقستو (لاعب كرة قدم)
أوقستو هو لاعب كرة قدم برازيلي في مركز الوسط، ولد في 22 فبراير 1992 في ساو باولو في البرازيل. لعب مع Guaratinguetá Futebol ‏.

## وصلات خارجية
- أوقستو (لاعب كرة قدم) على موقع قاعدة بيانات كرة القدم.إي يو (الإنجليزية)
- أوقستو (لاعب كرة قدم) على موقع Soccerway.com (الإنجليزية)